# Ouges
Ouges é uma comuna francesa na região administrativa da Borgonha-Franco-Condado, no departamento de Côte-d'Or. Estende-se por uma área de 12,06 km². Em 2010 a comuna tinha 1 626 habitantes (densidade: 134,8 hab./km²).